# Démographie de Mayotte
Mayotte, est un département et une région d’outre-mer français situé dans l’océan Indien. L’île est marquée par de nombreuses particularités démographiques par rapport à la France métropolitaine, mais aussi par rapport aux autres DOM-TOM.
Mayotte est le plus petit département d'outre-mer français et le moins peuplé ; cependant c'est aussi le territoire avec la plus forte croissance démographique, et la population de l'île devrait bientôt dépasser celle de la Guyane. Mayotte est cependant déjà largement en tête en termes de densité de population, avec une estimation de 853 hab./km2 en 2024 (devant La Réunion avec 340 hab./km2)[Quand ?].
La population de Mayotte est passée de 11 000 habitants en 1911 à 256 518 en 2017, avec un taux de fécondité qui s'élève à 3,58 enfants par femme en 2024, très au-dessus des autres départements français.
Mayotte est, en conséquence, le département le plus jeune de France : plus de la moitié de la population a moins de 17 ans.
En outre, plus de 40 % de la population est de nationalité étrangère en 2018, essentiellement comorienne et en situation irrégulière et 84 % de la population vit en dessous du seuil de pauvreté.
Pour 300 000 personnes recensées, il est estimé que 100 000 à 200 000 personnes présentes sur l'île ne sont pas décomptées.

## Histoire
La population mahoraise est descendante des Makuas[réf. nécessaire] et des Swahilis d'Afrique continentale, de Comoriens d'Anjouan et de la Grande Comore[réf. nécessaire] et de Saklavas et de Antalaotsy de Madagascar.
Les estimations du seizième siècle oscillent autour de 16 000 habitants. Lorsque la France par achat prend possession de l'île de Mayotte (1841-1843), la population comptabilisée en 1843 ne dépasserait pas 3 000 habitants, dont plus de la moitié d'esclaves : le long conflit entre les quatre sultans batailleurs des Comores[réf. nécessaire] et les monarchies malgaches, ainsi que les fréquentes razzias malgaches, avaient laissé une Mayotte considérablement dépeuplée.
La composition de la population mahoraise en juin 1843 peut s'établir comme suit :
- 500 Mahorais (1/6 de la population)
- 600 Malgaches sakalaves
- 700 Arabes
- 1500 esclaves venus d'Afrique noire (environ 50 % : ce sont des « makoas » (ou makuas), venus essentiellement du Mozambique)

Cette composition démographique est à prendre avec précaution dans la mesure où beaucoup de Mahorais s'étaient réfugiés dans les îles voisines lors des razzias et des tensions émanant des introductions de princes malgaches dans les trônes de ces îles : une partie revient en 1846. Si les données sont cohérentes pour le rivage et les plantations, elles minorent fortement la population mahoraise de pauvres cultivateurs réfugiés à l'intérieur de l'île. Longtemps peu accessible, l'intérieur de l'île, tout en étant soumis à l'autorité dominante et protectrice, n'a pas fait l'objet d'un comptage rigoureux.
En 1846[réf. nécessaire], l'abolition de l'esclavage mis en place par l'autorité militaire française provoque une émigration massive des maîtres et de leurs esclaves. Désormais la population de Mayotte est insuffisante pour fournir de la main d'œuvre, malgré les appels au retour des populations exilées du temps de razzias. Aussi la mise en place de travail forcé, pour le monopole d'une compagnie française, amène une insurrection dès 1856. Le repeuplement s'opère pourtant rapidement dès 1860. Mais l'administration ne favorise pas seulement le retour des Mahorais, elle invite à s'installer des familles d'Anjouanais qui, disposant de plus grande richesse, achètent des terres et assurent une mainmise de plus en plus hégémonique sur l'économie de l'île.

## Évolution de la population
Au début du XXIe siècle, la croissance démographique est extrêmement forte à Mayotte, du fait de la fécondité et non de l'immigration au vu du tableau ci-dessous puisque le solde migratoire est faible au XXIe siècle : la population a été multipliée par neuf entre 1958 et les années 2012 au vu du tableau ci-dessous et par sept entre 1950 et 2010 d'après le lien. Mayotte a même la plus forte croissance démographique de tout le continent africain, à l'exception du Niger, pays le plus jeune de la planète.
| Année | Population | Accroissement annuel en % | dû au solde naturel | dû au solde migratoire | Le graphique qui aurait dû être présenté ici ne peut pas être affiché car il utilise l'ancienne extension Graph, désactivée pour des questions de sécurité. Des indications pour créer un nouveau graphique avec la nouvelle extension Chart sont disponibles ici . |
| 1841 | 1 200      | —                         | —                   | —                      | Le graphique qui aurait dû être présenté ici ne peut pas être affiché car il utilise l'ancienne extension Graph, désactivée pour des questions de sécurité. Des indications pour créer un nouveau graphique avec la nouvelle extension Chart sont disponibles ici . |
| 1843 | 3 300      | —                         | —                   | —                      | Le graphique qui aurait dû être présenté ici ne peut pas être affiché car il utilise l'ancienne extension Graph, désactivée pour des questions de sécurité. Des indications pour créer un nouveau graphique avec la nouvelle extension Chart sont disponibles ici . |
| 1846 | 5 268      | —                         | —                   | —                      | Le graphique qui aurait dû être présenté ici ne peut pas être affiché car il utilise l'ancienne extension Graph, désactivée pour des questions de sécurité. Des indications pour créer un nouveau graphique avec la nouvelle extension Chart sont disponibles ici . |
| 1851 | 6 898      | —                         | —                   | —                      | Le graphique qui aurait dû être présenté ici ne peut pas être affiché car il utilise l'ancienne extension Graph, désactivée pour des questions de sécurité. Des indications pour créer un nouveau graphique avec la nouvelle extension Chart sont disponibles ici . |
| 1855 | 6 829      | —                         | —                   | —                      | Le graphique qui aurait dû être présenté ici ne peut pas être affiché car il utilise l'ancienne extension Graph, désactivée pour des questions de sécurité. Des indications pour créer un nouveau graphique avec la nouvelle extension Chart sont disponibles ici . |
| 1858 | 7 122      | —                         | —                   | —                      | Le graphique qui aurait dû être présenté ici ne peut pas être affiché car il utilise l'ancienne extension Graph, désactivée pour des questions de sécurité. Des indications pour créer un nouveau graphique avec la nouvelle extension Chart sont disponibles ici . |
| 1866 | 11 731     | —                         | —                   | —                      | Le graphique qui aurait dû être présenté ici ne peut pas être affiché car il utilise l'ancienne extension Graph, désactivée pour des questions de sécurité. Des indications pour créer un nouveau graphique avec la nouvelle extension Chart sont disponibles ici . |
| 1869 | 12 000     | —                         | —                   | —                      | Le graphique qui aurait dû être présenté ici ne peut pas être affiché car il utilise l'ancienne extension Graph, désactivée pour des questions de sécurité. Des indications pour créer un nouveau graphique avec la nouvelle extension Chart sont disponibles ici . |
| 1911 | 11 000     | —                         | —                   | —                      | Le graphique qui aurait dû être présenté ici ne peut pas être affiché car il utilise l'ancienne extension Graph, désactivée pour des questions de sécurité. Des indications pour créer un nouveau graphique avec la nouvelle extension Chart sont disponibles ici . |
| 1958 | 23 364     | —                         | —                   | —                      | Le graphique qui aurait dû être présenté ici ne peut pas être affiché car il utilise l'ancienne extension Graph, désactivée pour des questions de sécurité. Des indications pour créer un nouveau graphique avec la nouvelle extension Chart sont disponibles ici . |
| 1966 | 32 607     | 4,3                       | 2,7                 | 1,6                    | Le graphique qui aurait dû être présenté ici ne peut pas être affiché car il utilise l'ancienne extension Graph, désactivée pour des questions de sécurité. Des indications pour créer un nouveau graphique avec la nouvelle extension Chart sont disponibles ici . |
| 1978 | 47 246     | 3,1                       | 2,9                 | 0,2                    | Le graphique qui aurait dû être présenté ici ne peut pas être affiché car il utilise l'ancienne extension Graph, désactivée pour des questions de sécurité. Des indications pour créer un nouveau graphique avec la nouvelle extension Chart sont disponibles ici . |
| 1985 | 67 205     | 5,2                       | 3,8                 | 1,4                    | Le graphique qui aurait dû être présenté ici ne peut pas être affiché car il utilise l'ancienne extension Graph, désactivée pour des questions de sécurité. Des indications pour créer un nouveau graphique avec la nouvelle extension Chart sont disponibles ici . |
| 1991 | 94 410     | 5,8                       | 4,1                 | 1,7                    | Le graphique qui aurait dû être présenté ici ne peut pas être affiché car il utilise l'ancienne extension Graph, désactivée pour des questions de sécurité. Des indications pour créer un nouveau graphique avec la nouvelle extension Chart sont disponibles ici . |
| 1997 | 131 320    | 5,7                       | 4,0                 | 1,7                    | Le graphique qui aurait dû être présenté ici ne peut pas être affiché car il utilise l'ancienne extension Graph, désactivée pour des questions de sécurité. Des indications pour créer un nouveau graphique avec la nouvelle extension Chart sont disponibles ici . |
| 2002 | 160 265    | 4,1                       | 3,6                 | 0,5                    | Le graphique qui aurait dû être présenté ici ne peut pas être affiché car il utilise l'ancienne extension Graph, désactivée pour des questions de sécurité. Des indications pour créer un nouveau graphique avec la nouvelle extension Chart sont disponibles ici . |
| 2007 | 186 452    | 3,1                       | 3,8                 | -0,7                   | Le graphique qui aurait dû être présenté ici ne peut pas être affiché car il utilise l'ancienne extension Graph, désactivée pour des questions de sécurité. Des indications pour créer un nouveau graphique avec la nouvelle extension Chart sont disponibles ici . |
| 2012 | 212 645    | 2,7                       | 3,1                 | -0,4                   | Le graphique qui aurait dû être présenté ici ne peut pas être affiché car il utilise l'ancienne extension Graph, désactivée pour des questions de sécurité. Des indications pour créer un nouveau graphique avec la nouvelle extension Chart sont disponibles ici . |
| 2017 | 256 518    | 3,8                       | 3,3                 | 0,5                    | Le graphique qui aurait dû être présenté ici ne peut pas être affiché car il utilise l'ancienne extension Graph, désactivée pour des questions de sécurité. Des indications pour créer un nouveau graphique avec la nouvelle extension Chart sont disponibles ici . |
| 2023 | 310 022    |                           |                     |                        | Le graphique qui aurait dû être présenté ici ne peut pas être affiché car il utilise l'ancienne extension Graph, désactivée pour des questions de sécurité. Des indications pour créer un nouveau graphique avec la nouvelle extension Chart sont disponibles ici . |
| Sources : recensements de la population de 2002, de 2007, de 2012, de 2017 et fiches démographique de l'INSEE. source 1958-2017,. |            |                           |                     |                        | Le graphique qui aurait dû être présenté ici ne peut pas être affiché car il utilise l'ancienne extension Graph, désactivée pour des questions de sécurité. Des indications pour créer un nouveau graphique avec la nouvelle extension Chart sont disponibles ici . |

Le recensement de 2017 a dénombré 256 518 habitants, contre 212 645 lors du recensement de 2012 et 186 452 habitants en 2007. Cela en fait le département français avec le plus fort taux de croissance démographique (3,8 % par an), ainsi que la 11eme plus importante densité (10 départements donc ceux de l'ile de France ont une densité plus forte)  (682 hab./km2), estimation passant a 829 hab./km2 en 2023. À titre de comparaison, le second DOM le plus densément peuplé est La Réunion, avec seulement 339 hab./km2, soit moins de la moitié de la densité mahoraise. 
Mayotte a une population très jeune : six Mahorais sur dix étaient âgés de moins de 25 ans en 2012 et trois sur dix avaient moins de 10 ans.
Ces chiffres de l'INSEE sont toutefois contestés par certains acteurs locaux du fait de la grande proportion de clandestins, qui avancent parfois des estimations de population beaucoup plus importantes, entre 300 000 et 500 000 habitants. Cependant, ces chiffres fondés essentiellement sur un ressenti populaire sont considérés comme fantaisistes par l'INSEE, et appuyés par aucune étude de terrain sérieuse.
Le taux d'accroissement annuel de la population est le plus élevé de France avec 3,8 %, devant la Guyane qui est à 2,4 %. Cela en fait le territoire avec la plus forte croissance démographique de tout le continent africain, après seulement le Niger. Selon une projection de l'ONU, la population pourrait atteindre 497 000 habitants en 2050.

## Espérance de vie
L'espérance de vie moyenne à Mayotte est basse pour un département français : 74,7 ans pour les hommes et 77,9 ans pour les femmes, soit une moyenne de 76,3 ans contre 82,4 ans en Métropole. Il s'agit donc du département à l'espérance de vie la plus faible. Ce chiffre est cependant nettement supérieur à ceux des Comores (64 ans) et de Madagascar (65,5 ans), et placerait Mayotte, à l'échelle mondiale, parmi les pays en développement, à égalité avec l'Argentine à la 50e place du classement mondial, la France dans son ensemble occupant la 10e place (sur 194 pays).
Malgré une très faible proportion de personnes âgées (1,7 % de plus de 65 ans), Mayotte compte toutefois quelques personnes très âgées, dont Tava Colo, officiellement née le 22 décembre 1902 à Passamaïnty et décédée dans la même ville le 1er mai 2021 , et qui fut doyenne des Français pendant plusieurs années.

## Mortalité
L'amélioration des conditions d'hygiène, de santé publique (médecine rurale, préventive, gratuite pour tous jusqu'en 2005) et du niveau de vie a eu pour conséquence une diminution du taux de mortalité passé de 25 ‰ habitants lors du recensement de 1958, à 7,36 ‰ en 2008 puis 2,9 ‰ (ce qui reste important par rapport à l'extrême jeunesse de la population).
La mortalité infantile est estimée en 2017 à 13,5 ‰ (soit 1,35 %), ce qui est quatre fois supérieur à la moyenne française, et le maximum national.

## Natalité
Mayotte est le département français où le taux de natalité est le plus élevé. L'amélioration des conditions de santé et d'éducation, parallèle au maintien de traditions natalistes, expliquent en partie la croissance très rapide de la population mahoraise.
En 2007, l'indice de fécondité était de 5 enfants par femme : 6,4 pour les mères nées à l’étranger (principalement aux Comores) et 3,4 pour les mères nées en République française (à Mayotte ou ailleurs sur le territoire national). En 2024, on assiste à une baisse significative des naissances à Mayotte, et l'indicateur de fécondité tombe à 3,58 enfants enfants par femme,.
Le CHM de Mayotte est ainsi la « première maternité de France » et d'Europe, avec 9 800 naissances par an.
Actuellement, plus d'un habitant sur deux a moins de 20 ans à Mayotte (contre 1/3 à La Réunion et 1/4 en métropole). Sur les 9 800 naissances répertoriées en 2018 (soit 3% de hausse), trois quarts des mères sont de nationalité étrangère, dont 69% Comoriennes et 4% Malgaches. Dans la moitié des cas le père déclaré est français, mais les autorités soupçonnent une pratique répandue de reconnaissance frauduleuse de paternité. Une mère sur 20 est mineure (soit 470 naissances par an), dont 120 mères de moins de 15 ans, et deux de 12 ans.
|                                                    | 2016   | 2017   | 2018   | 2019   | 2020   | 2021   | 2022   | 2023   | 2024   |
| -------------------------------------------------- | ------ | ------ | ------ | ------ | ------ | ------ | ------ | ------ | ------ |
| Naissances                                         | 9 496  | 9 762  | 9 590  | 9 768  | 9 184  | 10 613 | 10 773 | 10 278 | 8 910  |
| Indice de fécondité (enfants par femme)            | 4,95   | 4,92   | 4,66   | 4,58   | 4,16   | 4,65   | 4,55   | 4,21   | 3,58   |
| Taux de natalité (naissances pour mille habitants) | 38,7 ‰ | 38,3 ‰ | 36,2 ‰ | 35,6 ‰ | 32,3 ‰ | 36,1 ‰ | 35,3 ‰ | 32,6 ‰ | 27,7 ‰ |

## Croissance urbaine
Longtemps petite île aux nombreux villages de brousse, Mayotte voit la croissance démographique rapide changer ses paysages. L'urbanisation rapide est marquée par la multiplication des villes moyennes que l'État doit équiper des infrastructures communes aux autres villes françaises.
Les dix principales communes de l'île sont, en 2017 :
| Commune    | Population | Population | Population |
| Commune    | 2023       | 2017       | 2007       |
| ---------- | ---------- | ---------- | ---------- |
| Mamoudzou  | 97 153     | 71 437     | 53 022     |
| Koungou    | 42 464     | 32 156     | 19 831     |
| Dzaoudzi   |            | 17 841     | 15 339     |
| Dembeni    |            | 15 848     | 10 141     |
| Bandraboua |            | 13 989     | 9 013      |
| Tsingoni   |            | 13 934     | 9 200      |
| Pamandzi   |            | 11 442     | 9 077      |
| Sada       |            | 11 156     | 8 007      |
| Bandrele   |            | 10 282     | 6 838      |
| Ouangani   |            | 10 203     | 6 577      |

Originalité mahoraise, une grande partie de la population est encore rurale.

## Conditions matérielles

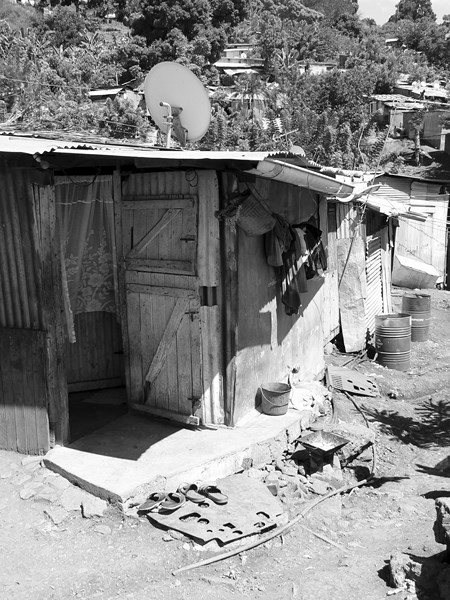
Taudis à Kawéni, surnommé le plus grand bidonville de France

Les conditions matérielles d'une importante partie de la population demeurent très faibles, avec une extension des bidonvilles qui est sans doute la première d'Europe : « 28 % des logements ne disposent pas d'eau courante, 59 % n'ont pas de toilettes à l'intérieur de l'habitation et 52 % n'ont ni baignoire ni douche ». Les coupures d'eaux sont très fréquentes, surtout durant la crise de 2023. 79% des ménages de Mayotte vivent en habitat précaire, et seulement 3% bénéficient de logements sociaux.
On estime que 84 % de la population vit en dessous du seuil de pauvreté à Mayotte. L'indice de développement humain pour Mayotte a été estimé à 0,75, ce qui selon les auteurs de l'estimation placerait Mayotte à la soixante-dixième place du classement mondial (à égalité avec la Bosnie-Herzégovine).

## Conditions culturelles
Avec plus de la moitié de la population en âge d'être scolarisée, Mayotte est un département exceptionnellement jeune, où l'éducation est un défi à de multiples égards.
L'analphabétisme est extrêmement important dans l'île. En 2000, il concernait encore 35 % des hommes et 40 % des femmes. Selon les données JDC de 2015, 50,9 % des jeunes seraient en situation d'illettrisme. 71 % de la population ne possède aucun diplôme. Par ailleurs, certains habitants ne maîtrisent pas l'alphabet latin mais lisent quand même l'arabe. Le français est la seule langue utilisée en classe, même si la majorité des jeunes ne le connaissent pas à leur arrivée à l'école. En 2022, l'INSEE estime que seules 55 % des personnes vivant sur le territoire affirment maîtriser le français, un taux qui s'élève jusqu’à 75 % pour les habitants nés sur le territoire.
La coupure entre la génération Y et leurs aînés pose le problème du suivi des devoirs à la maison. Le français, bien que langue officielle, est peu utilisé au domicile, ce qui compromet l'adaptation aux études et entraîne progressivement l'échec scolaire. En général, les jeunes mahorais ne se rendent compte de leurs lacunes qu'en terminale. En une année, certains tentent alors de rattraper le retard des acquisitions censées être intégrées depuis le collège, mais les chances de réussite dans les études supérieures de niveau national demeurent très faibles.

## Les minorités ethniques et religieuses
Environ 95 % de la population mahoraise est musulmane. La tradition sunnite y fut introduite par des populations arabo-persanes tandis que la culture africaine est venue la teinter d'animisme. Dès l'âge de six ans, une grande partie des enfants fréquentent en parallèle l'école coranique et l'école primaire publique. Cela dit cette double fréquentation est en perte de vitesse du fait de l'influence croissante de la République française et des médias français. La madrassa est donc de moins en moins une formalité nécessaire pour les Mahorais. L'islam mahorais est de tradition chaféite, réputé modéré, ouvert et tolérant, et l'île n'a jamais connu de conflit religieux, ni de problème lié à la radicalisation. Cependant, une influence saoudienne commence à se faire sentir (passant vraisemblablement par les Comores), et le châle traditionnel est désormais parfois remplacé par un voile islamique (interdit en tant que tel à l'école), voire dans certaines familles de l'ouest de l'île par le niqab (théoriquement interdit sur la voie publique).
La communauté catholique, très minoritaire, formée d'environ 4 000 personnes, ne dispose que d'une seule paroisse avec deux lieux de cultes : l'église Notre-Dame-de-Fatima à Mamoudzou et l'église Saint-Michel à Dzaoudzi et dépend de l'évêché de Moroni (Comores) . S'ils se sentent « tolérés dans le cadre de témoignages ou de missions auprès des exclus », les catholiques n'ont toutefois pas le droit de faire sonner leurs cloches avant la messe.
La communauté indienne (au sens large, certains venant de La Réunion, de Maurice ou du Sri Lanka) de Mayotte compte environ 500 membres, en majorité musulmans mais d'un rite différent de celui en vigueur à Mayotte (Khojas, ismaélites...) et certains hindous.

## Migrations
Selon Didier Breton de l'INED, « Le solde global migratoire à Mayotte est négatif. Il y a plus de personnes qui partent que de personnes qui rentrent ».

### L'immigration clandestine

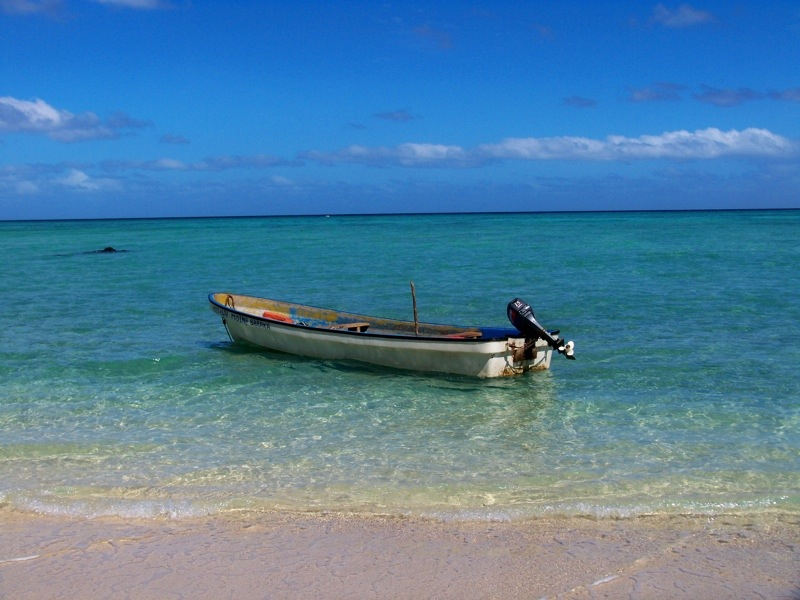
Un kwassa kwassa, canot de pêche utilisé par les migrants pour se rendre à Mayotte.

Il est difficile d'estimer la part de l'immigration clandestine dans la population mahoraise. Elle n'est pas un phénomène récent. Déjà en 1978, à la suite des dramatiques troubles internes au nouvel État comorien, Mayotte, restée française, avait accueilli en quelques années plus de 7 000 réfugiés. À la suite de la reconquête d'Anjouan par les autorités comoriennes (évacuation du colonel Mohamed Bacar par la France le 27 mars 2008), le conseil général de Mayotte estime que l'afflux de réfugiés atteint 400 nouveaux clandestins par jour, soit 12 000 pendant le mois d'avril.
Mayotte est aujourd'hui confrontée à une immigration clandestine importante, qui a beaucoup augmenté avec la départementalisation de 2011 et, conséquemment depuis mai 2014, le code de l'entrée et du séjour des étrangers et du droit d'asile (CESEDA) s'applique à Mayotte. En mars 2018 la population immigrée totale (légale et clandestine) est estimée à 45 % de la population adulte de l’île. 95 % des étrangers sont de nationalité comorienne ; en 2012, 39 % de ces étrangers étaient nés sur le territoire mahorais, essentiellement des mineurs qui pourront donc prétendre à la nationalité à leur majorité.
La disparité énorme entre les conditions économiques de cette île française soutenue par la métropole et les autres îles de l'union des Comores dont Mayotte fait partie d'après la constitution de ce pays , en fait une région frontière entre les Pays du Nord et les Pays du Sud. Chaque année au moins une dizaine de milliers de clandestins franchissent le bras de mer large de 70 km dans de frêles embarcations appelées kwassa kwassa (bateaux de pêche en résine à très faible coût produits dans une usine spécialisée à Anjouan et financés par l'ONU[réf. nécessaire], initialement dans le but d'augmenter l'effort de pêche comorien). Environ 12 000 personnes auraient trouvé la mort depuis 1993 en tentant de rejoindre Mayotte dans ces embarcations de fortune, ce qui fait du bras de mer séparant Mayotte d'Anjouan le premier cimetière marin au monde.
Mayotte apparaît donc comme un territoire français où le nombre de clandestins serait supérieur à l'effectif des immigrés en situation régulière.
La maternité de Mamoudzou est la plus grosse maternité de France avec ses 9 800 naissances annuelles : 65 à 75 % de ces naissances seraient en fait issues de l'immigration clandestine.
Le nombre d'expulsions de personnes en situation irrégulière, qui était de 8 536 en 2004, a atteint 16 040 en 2008 (soit plus de la moitié des expulsions réalisées par la France), et on estime en 2019 le flux entrant d'immigrés clandestins à environ 25 000 à 30 000 personnes par an, pour 18 000 à 20 000 reconduites à la frontière. Malgré la présence marginales d'Africains continentaux, ce flux serait essentiellement constitué de Comoriens, et notamment d'Anjouanais. Malgré ces reconduites à la frontière, on note, de par cette arrivée de clandestins, un développement anarchique de l'habitat spontané sur des terrains squattés, comme le quartier de Kawéni, un des plus vastes bidonvilles de France voire d'Europe.
De nombreuses associations (comme l’Association nationale d'assistance aux frontières pour les étrangers) et personnalités mahoraises dénoncent une complicité active de l’État comorien dans ce drame : l'usine qui produit les fragiles embarcations à Anjouan n'a jamais été inquiétée, et sur les 450 à 500 départs estimés chaque année, les autorités comoriennes en interceptent à peine un, laissant ainsi prospérer cette sinistre industrie de mort, et abandonnant l'ensemble de la gestion de ce drame humanitaire à l’État français, de l'autre côté de l'océan.
Cette immigration incontrôlée a également entraîné des réactions exaspérées voire violentes de la part de certain Mahorais, qui accusent les clandestins d'alimenter l'insécurité de l'île, ainsi que de saturer ses services (hôpital, écoles, services sociaux, eau potable...), ce qui a donné lieu à de nombreuses manifestations et grèves, comme le Mouvement social de 2018 à Mayotte pourtant entre octobre 2018 et mars 2019 lorsque les autorités comorienne refusaient le retours des expulsés la délinquance avait chuté de 30% d'après le ministère de l'intérieur[réf. nécessaire]. En outre, des milices anti-comoriens ont vu le jour, et se sont livrées à des exactions particulièrement violentes dans certains bidonvilles (« crise des décasages »).
En 2023, Mediapart révèle un rapport rédigé en janvier 2022 par six ministères sur l’état de Mayotte. Le rapport pointe notamment que, selon le scénario le plus alarmiste de l’Insee, l’immigration comorienne pourrait conduire à comptabiliser 760 000 habitants à l’horizon 2050. Le Canard enchaîné révèle début 2023 la préparation d'une opération militaro-policière, appelée opération Wuambushu visant à déporter un très grand nombre d'étrangers.

### L'émigration vers les Comores
À la suite des événements marqués par les tentations séparatistes en particulier d'Anjouan, l'union des Comores refuse le retour de ses ressortissants illégaux déportés par les autorités françaises[réf. nécessaire] car pour le droit international Mayotte est comorienne et la France un occupant illégal depuis 1975,.

### La diaspora mahoraise
Entre 13 000 et 35 000 Mahorais vivraient désormais à La Réunion et 35 000 en métropole.
Selon Didier Breton de l'INED, « énormément de natifs de Mayotte quittent l'île pour étudier en métropole ou à La Réunion ». Seule une petite fraction revient sur l'île, le bassin d'emplois étant trop faible.